# Georges Guillez
Georges Louis Guillez (ur. 3 września 1909 w Saint-Denis, zm. 15 kwietnia 1993 w Meaux) – francuski lekkoatleta specjalizujący się w biegach sprinterskich.
Pierwszy występ Francuza na arenie międzynarodowej miał miejsce w 1934 roku podczas I Mistrzostw Europy w Turynie. Wziął udział w dwóch konkurencjach. Na dystansie 200 metrów zajął piąte miejsce w swoim biegu eliminacyjnym i z czasem 22,2 sekundy odpadł z dalszej rywalizacji. W sztafecie 4 × 400 metrów, Guillez biegła na drugiej zmianie. Ekipa francuska z czasem 3:15,6 ustanowiła nowy rekord kraju i zdobyła tytuł wicemistrzowski, ulegając jedynie ekipie niemieckiej.
Guillez reprezentował Republikę Francuską podczas XI Letnich Igrzyskach Olimpijskich w 1936 roku w Berlinie. W sztafecie 4 × 400 metrów Francuz biegł na drugiej zmianie. W fazie eliminacyjnej Francuzi zajęli trzecie miejsce w swoim biegu eliminacyjnym z czasem 3:15,2 czym odpadli z dalszej rywalizacji.

## Rekordy życiowe
- bieg na 400 metrów – 48,8 (1935)